# José Manuel Díaz Novoa
José Manuel Díaz Novoa (Gijón, 1º gennaio 1944) è un ex calciatore e allenatore di calcio spagnolo.
Fu centrocampista per il Real Sporting de Gijón ed il RC Celta de Vigo, cui giocò anche una partita in Prima Divisione. Abbandonò l'attività agonistica a soli ventisette anni a causa di un grave infortunio al menisco.
Fu per molti anni fu allenatore dello Sporting de Gijón, con cui ha tuttora il record di panchine: 371 incontri, di cui 230 in Prima Divisione. Ha anche allenato due volte la Nazionale di calcio delle Asturie.